# Daniel Georg Volkmann
Daniel Georg Volkmann (* 15. Februar 1812 in Bremen; † 28. März 1892 ebenda) war ein Bremer Bankier.

## Biografie

### Ausbildung und Beruf
Volkmann war der siebte Sohn des Bremer Branntweinbrenners Johann Hermann Volkmann (1769–1824) und der Magdalene, geb. Behrens (1777–1846). 
Er trat nach Beendigung der Bremer Gelehrtenschule als Lehrling in das Bremer Bankhaus Schultze & Wolde  ein. Er erhielt bald Prokura und im Alter von 31 Jahren, am 1. Januar 1844, wurde Daniel Georg Volkmann, als zweiter Teilhaber von Carl Heinrich Wolde in die Offene Handelsgesellschaft J. Schultze & Wolde aufgenommen. 
Innerhalb weniger Jahre gelangte die 1794 gegründete Firma von einer kleinen Wechselstube zur angesehenen Privatbank. Direkt hinter der Bremer Handelskammer, dem Schütting, wurde das Geschäft an der Ecke Stintbrücke/Langenstraße betrieben. In den Jahren 1846/47 war die Bank an der Finanzierung der neuzubauenden  Bahnstrecke Bremen-Hannover beteiligt und hat allein daran ein Vermögen verdient. Im Jahre 1904 fusionierte das Bankhaus Schultze & Wolde mit der späteren Deutschen Bank, die sich zu der Zeit noch Disconto-Gesellschaft nannte, die die Gebäude an der Stintbrücke und der Langenstraße als Filiale weiterbetrieben.

### Politik und weitere Mitgliedschaften
1873 wurde Volkmann von den Wählern der 2. Klasse, der Klasse der Kaufleute, in die Bremische Bürgerschaft gewählt, der er bis zu seinem Tode  für 20 Jahre angehört. Ebenfalls in der Bremischen Bürgerschaft saß seit 1854 sein Bruder Johann Heinrich Volkmann, der als Theologe für die 1. Klasse, die Klasse der Akademiker, gewählt wurde.
Von 1883 bis 1892 war er Präsident der Bremer Eiswette.

### Familie
1853 heiratete Volkmann in Osnabrück Johanne Doeltz (1831–1909), Tochter des königlich hannoverschen Oberlandbaumeisters Christian Doeltz, der durch die Planung größerer Staatsbauten im Königreich Hannover bekannt wurde. Beide hatten vier Söhne: Georg Friedrich Volkmann, später Kaufmann in San Francisco, Johann gen. John Volkmann, der für die Firma Stollwerck in New York Schokoladenautomaten erfindet und produziert, Gustav Volkmann, später Kaufmann in Kolumbien und Deutschen Konsul in Bucaramanga, sowie Otto Volkmann.